# Комо (провинция)
Вижте пояснителната страница за други значения на Комо.
Комо (на италиански: Provincia di Como) е провинция в Северна Ломбардия, Италия.
Граничи с швейцарските кантони Тичино и Граубюнден на север, италианските провинции Сондрио и Леко на изток, Милано на юг и Варезе на запад.
Град Комо е столицата. Други големи градове са Канту и Ерба.
Територията на провинцията е обхваната от Алпите и някои хълмове. Най-важният воден басейн на територията ѝ е езерото Комо.

## Административно деление
Провинцията се състои от 148 общини:
- Комо
- Албавила
- Албезе кон Касано
- Албиоло
- Алсерио
- Алта Вале Интелви
- Алцате Брианца
- Анцано дел Парко
- Апиано Джентиле
- Ардженьо
- Арозио
- Асо
- Барни
- Беладжо
- Бене Ларио
- Берегацо кон Филяро
- Бидзароне
- Бинаго
- Блевио
- Блесаньо
- Брена
- Бреняно
- Бриено
- Брунате
- Булгарограсо
- Вал Рецо
- Валброна
- Валмореа
- Валсолда
- Велезо
- Вениано
- Веркана
- Вертемате кон Миноприо
- Вила Гуардия
- Гардзено
- Граведона ед Унити
- Грандате
- Грандола ед Унити
- Грианте
- Гуанцате
- Джера Ларио
- Дзелбио
- Дицаско
- Домазо
- Донго
- Досо дел Лиро
- Ерба
- Еупилио
- Инвериго
- Кабиате
- Каварня
- Кадораго
- Казлино д'Ерба
- Казнате кон Бернате
- Кальо
- Кампионе д'Италия
- Канту
- Канцо
- Капиаго Интимиано
- Карате Урио
- Карбонате
- Каримате
- Карлацо
- Каруго
- Касина Рицарди
- Кастелмарте
- Кастелнуово Боценте
- Клаино кон Остено
- Колверде
- Колоно
- Комо
- Коридо
- Кремия
- Кузино
- Кучаго
- Лазниго
- Лаино
- Лальо
- Ламбруго
- Ледзено
- Ливо
- Лимидо Комаско
- Липомо
- Локате Варезино
- Ломацо
- Лонгоне ал Сегрино
- Луизаго
- Лураго д'Ерба
- Лураго Мариноне
- Лурате Качивио
- Магрельо
- Мазлианико
- Мариано Коменсе
- Менаджо
- Мероне
- Молтразио
- Монгуцо
- Монтано Лучино
- Монтемедзо
- Монторфано
- Моцате
- Мусо
- Несо
- Новедрате
- Олджате Комаско
- Олтрона ди Сан Мамете
- Орсениго
- Пельо
- Пианело дел Ларио
- Пигра
- Плезио
- Пона
- Понте Ламбро
- Поняна Ларио
- Порлеца
- Прозерпио
- Пузиано
- Рецаго
- Ровеласка
- Ровело Поро
- Родеро
- Ронаго
- Сала Комачина
- Сан Бартоломео Вал Каварня
- Сан Надзаро Вал Каварня
- Сан Сиро
- Сан Фермо дела Баталя
- Скиняно
- Сена Комаско
- Солбиате кон Каньо
- Сорико
- Сормано
- Стацона
- Тавернерио
- Торно
- Тремедзина
- Трецоне
- Турате
- Уджате-Тревано
- Фаджето Ларио
- Фалопио
- Фенегро
- Фиджино Серенца
- Фино Морнаско
- Чентро Вале Интелви
- Черано д'Интелви
- Черменате
- Чернобио
- Чиримидо